# Колмје ле Ба
Колмје ле Ба (фр. Colmier-le-Bas) насеље је и општина у североисточној Француској у региону Шампањ-Арден, у департману Горња Марна која припада префектури Лангр.
По подацима из 2011. године у општини је живело 22 становника, а густина насељености је износила 3,7 становника/km². Општина се простире на површини од 5,95 km². Налази се на средњој надморској висини од 402 метара.

## Демографија
| 1962. | 1968. | 1975. | 1982. | 1990. | 1999. | 2011. |
| ----- | ----- | ----- | ----- | ----- | ----- | ----- |
| 0     | 38    | 22    | 49    | 35    | 31    | 22    |

График промене броја становника у току последњих година